# Virtuality
Virtuality es un episodio piloto de televisión dirigido por Peter Berg y coescrito entre Ronald D. Moore y Michael Taylor.
Se transmitió por la cadena Fox.
Dado que el programa nunca se tomó como una serie de televisión, el episodio piloto de dos horas se exhibió como película el 26 de junio de 2009.

## Argumento
La historia se desarrolla a bordo del Faetón, la primera nave interestelar de la Tierra, en un viaje de diez años ―durante el siglo XXII― para explorar el cercano sistema estelar Épsilon Erídani. Con el fin de ayudar a la tripulación de 12 personas soportar la larga misión, la computadora de la nave posee un sistema de módulos de realidad virtual. Los tripulantes acceden a sus módulos individuales inmovilizando sus cuerpos (como para dormir) y utilizando gafas («diademas») especiales. En la realidad virtual, cada persona puede asumir identidades diferentes y disfrutar de una variedad de aventuras. Las experiencias de la tripulación a bordo de la nave se transmiten a la Tierra como un canal de televisión de telerrealidad llamado Edge of never: life on the Phaeton (‘al borde de la nada: la vida en el Faetón’) en la cadena Fox.
La película comienza unos seis meses después del lanzamiento del Faetón (inmensa nave armada en órbita terrestre), cerca del planeta Neptuno, cuya gravedad será utilizada como un disparador. En ese punto, tal como está programado, la tripulación tiene su última oportunidad para cambiar el rumbo de regreso hacia la Tierra. Sin embargo, la producción del programa los convence de que la Tierra se está volviendo inhabitable, con tierra seca en una mercancía. Los científicos estiman que el planeta será completamente inhóspito en los próximos cien años. La prioridad de la misión del Faetón ha pasado a ser la de descubrir un nuevo planeta para que los seres humanos habiten.
Por desgracia, cuando la nave llega al punto de no retorno más allá del planeta Neptuno, surgen varios problemas. El Dr. Adin Meyer, único médico de la tripulación, se da cuenta de que está en las primeras etapas de la enfermedad de Parkinson. A través del uso del software de realidad virtual, el comandante Frank Pike ha comenzado una relación sexual con la botánica Rika Goddard (cuyo marido, el psicólogo Roger Fallon, es el psiquiatra de la misión y el productor televisivo del programa Al borde de la nada.
Mientras tanto, la tripulación ha estado experimentando varios fallos extraños en sus simuladores virtuales, todos los cuales implican a un hombre misterioso, que actúa en contra de la tripulación en el interior de sus sueños, como cuando asesina al comandante Pike durante la recreación de la guerra civil estadounidense o cuando empuja al médico Meyer en un precipicio. A pesar de las dificultades, la tripulación decide por unanimidad continuar con el viaje de diez años.
En una simulación virtual de un concierto de rock japonés, la joven presentadora del programa se convierte en una salvaje vocalista de un grupo de rock en Japón, y canta el tema del programa de televisión La familia Munster en japonés.
Hay varios homenajes a la película 2001: Una odisea del espacio. Por ejemplo,
la computadora posee un inquietante control completo sobre la vida de los tripulantes
la elección del nombre del comandante Frank Pike (como Frank Pool, uno de los protagonistas de 2001)
la nave tiene forma circular
la efervescencia de Pike sobre la maravilla espiritual del espacio, y,
finalmente, la computadora tiene la culpa del misterio de la esclusa para matar a Frank (Pike), algo muy similar al asesinato del protagonista Frank (Pool) en 2001.

## Elenco
Lista de actores en orden alfabético:
- Kerry Bishé (Nueva Jersey, 1984) como Billie Kashmiri, científica informática, y presentadora de la telerrealidad.
- Joy Bryant (Nueva York, 1976) como Alice Thibadeau, astrobióloga, pareja de Kenji Yamamoto.
- José Pablo Joey Cantillo (Wisconsin, 1979) como Manuel Manny Rodríguez, astrofísico, pareja del geólogo Val Orlovsky.
- Nikolái Coster-Waldau (Dinamarca, 1970) como el comandante Frank Pike.
- Ritchie Coster (Londres, 1967) como el Dr. Jimmy Johnson, ingeniero de impulso por pulso, segundo a bordo, en silla de ruedas.
- James D’Arcy (Londres, 1975) como el Dr. Roger Fallon, oficial psiquiatra, productor de la telerrealidad.
- Clea DuVall (Los Ángeles, 1977) como Sue Parsons, pilota, ingeniera de sistemas de vuelo.
- Gene Farber como Val Orlovsky, geólogo, pareja del astrofísico Manny Rodríguez.
- Sienna Guillory (Inglaterra, 1975) como Rika Goddard, botánica, exobióloga microbiana, pareja del psiquiatra Roger Fallon.
- Erik Jensen como el Dr. Jules Braun, navegante, diseñador de la nave interestelar Faetón.
- Nelson Lee como Kenji Yamamoto, astrobiólogo.
- Omar Metwally (Nueva York, 1974) como el Dr. Adin Meyer, oficial médico.
- Jimmi Simpson como el hombre virtual.
- Kari Wahlgren (Kansas, 1977) como la voz de la computadora Jean.